# Sauzet, Drôme
Sauzet är en kommun i departementet Drôme i regionen Auvergne-Rhône-Alpes i sydöstra Frankrike. Kommunen ligger i kantonen Marsanne som tillhör arrondissementet Nyons. År 2022 hade Sauzet 1 834 invånare.

## Befolkningsutveckling
Antalet invånare i kommunen Sauzet
Referens:INSEE